# Scoutex
Scoutex is een historisch merk van bromfietsen.
Dit was een Frans bedrijf dat bromfietsen produceerde van 1954 tot 1959. Ze hadden 49cc-tweetaktmotoren. Er werden in deze korte periode veel modellen geproduceerd: C55, A56, Bettina, Minor & Major en Tourmalet.